# Austrodolichos errabundus
Genre
Espèce
Synonymes
- Dolichos errabundus M. B. Scott[2]

Austrodolichos errabundus est une espèce de plantes à fleurs dicotylédones de la famille des Fabaceae, sous-famille des Faboideae, originaire d'Australie. C'est l'unique espèce acceptée du genre Austrodolichos (genre monotypique).